# Thạnh Tân, Tân Phước
Thạnh Tân là một xã thuộc huyện Tân Phước, tỉnh Tiền Giang, Việt Nam.

## Địa lý
Địa giới hành chính xã Thạnh Tân:
- Phía Đông giáp xã Thạnh Mỹ
- Phía Tây giáp xã Thạnh Hòa
- Phía Nam giáp xã Tân Hoà Tây và thị trấn Mỹ Phước
- Phía Bắc giáp xã Thạnh An, huyện Thạnh Hóa, tỉnh Long An.

Xã Thạnh Tân có 33,20 km² (3.319,80 hécta) diện tích tự nhiên và dân số năm 2013 là 1.892 người.
Địa bàn xã có Khu bảo tồn sinh thái Đồng Tháp Mười là khu bảo tồn duy nhất của Tiền Giang, chiếm diện tích 19 km2, trong đó có 1 km2 là rừng nguyên sinh.

## Hành chính
Xã Thạnh Tân được chia thành 5 ấp: 1, 2, 3, 4, 5.

## Lịch sử
Nghị định 68-CP ngày 11 tháng 7 năm 1994 về việc thành lập xã Thạnh Tân thuộc huyện Tân Phước thuộc tỉnh Tiền Giang.

## Kinh tế - Xã hội
Đất đai trong xã là loại đất phèn chua. Phần lớn người dân sống bằng canh tác nông nghiệp, chủ yếu là khóm, thanh long. Trung tâm mua bán của xã là chợ Thạnh Tân nằm về phía tây của xã.
Địa điểm đáng chú ý phục vụ đời sống tinh thần, tâm linh và có ý nghĩa du lịch là Thiền viện Trúc Lâm Chánh Giác.